# Famille Orts
Cette page explique l’histoire ou répertorie les différents membres de la famille Orts.
La famille Orts est une famille de la noblesse belge anoblie en 1735 par une charge de conseiller ordinaire au Conseil souverain de Brabant.

## Histoire
Pierre Orts (1696–1768), est nommé en 1735 conseiller ordinaire au Conseil souverain de Brabant, charge conférant la noblesse personnelle.
Engelbert-Pierre Orts (1743–1831), fils du précédent, obtint la noblesse héréditaire en 1789 en devenant conseiller au Grand Conseil de Malines.
Florentin-Godefroid-Joseph Orts de Bulloy (1761–1843) fut admis en 1784 au lignage Roodenbeke.
La noblesse fut reconnue en 1960 à la famille Orts par le roi Baudouin Ier pour les enfants du diplomate belge Pierre Orts (1872– 1958).

## Personnalités
- Isabelle Josèphe Orts (1753–1835), épouse de Ferdinand Rapedius de Berg [4];
- Corneille Orts fut l'épouse du baron Jean-François de Fierlant (1743-1820), Echevin de Bruxelles, membre du Conseil Souverain de Brabant[5]
- Auguste Orts (1814–1880) professeur, écrivain, avocat et homme politique belge ;
- Pierre Orts (1872–1958), diplomate belge.

## Armes

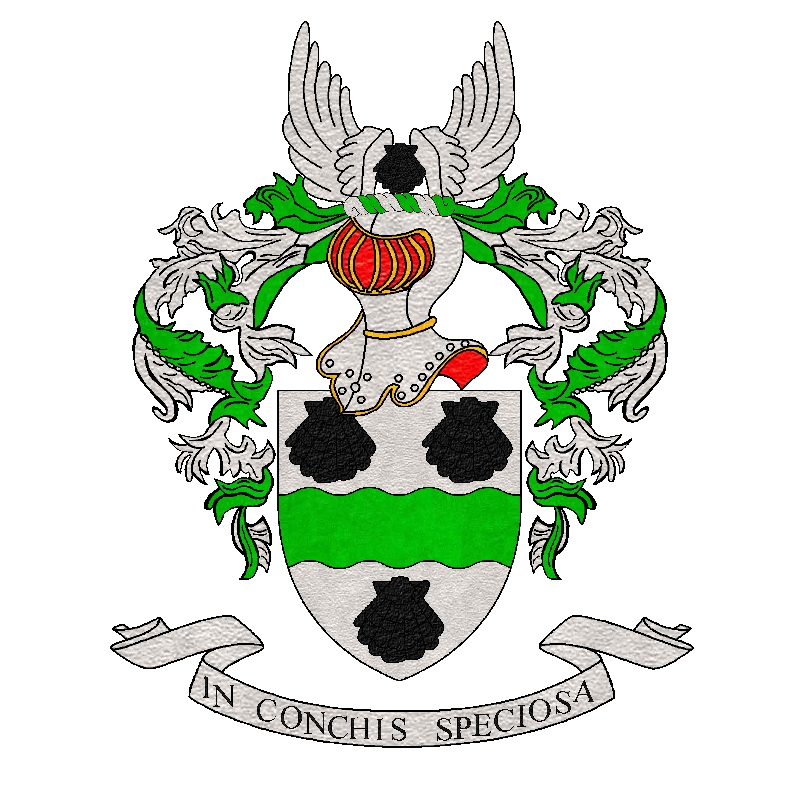

D'argent, à la fasce ondée de sinople, accompagnée de trois coquilles de sable. L'écu surmonté d'un heaume d'argent, couronné, grillé, colleté et liseré d'or, doublé et attaché de gueules, aux lambrequins d'argent et de sinople.[réf. nécessaire]
Cimier : Une coquille de l'écu, entre un vol d'argent.
Devise : In conchis speciosa